# Artêmio Paludo
Artêmio Paludo (Seara, 5 de maio de 1932) é um político brasileiro.

## Vida
Filho de Ângelo Paludo e de Ângela Pierezan Paludo.

## Carreira
Foi deputado à Assembleia Legislativa de Santa Catarina na 9ª legislatura (1979 — 1983), eleito pela Aliança Renovadora Nacional (ARENA), e na 10ª legislatura (1983 — 1987), como suplente convocado, eleito pelo Partido Democrático Social (PDS).